# Jean Quenette
Jean François Quenette est un avocat et homme politique lorrain, né le 2 mai 1903 à Remiremont (Vosges) et mort le 25 octobre 1971 à Nancy. 

## Biographie

### Études
Né à Remiremont le 2 mai 1903, d'un fils d'adjudant d'artillerie, il fait ses études au lycée Henri-Poincaré à Nancy puis à Louis-le-Grand à Paris. Licencié en droit de la Faculté de Paris, il est élève de l'École des hautes études commerciales en 1926.

### Politique
Avocat à Nancy entre 1927 et 1935, puis avoué à Toul, il est élu conseiller général de Meurthe-et-Moselle, dans le canton de Thiaucourt, en 1934. En janvier 1935, à 32 ans, il est élu député de l’arrondissement de Toul, lors d'une partielle provoquée par le décès de Jules Chamvoux  avec le soutien de l'Alliance démocratique comme candidat de l'Union républicaine et sociale. Au Palais-Bourbon, il s’inscrit au groupe de l'républicains indépendants et d'action sociale, issu de la scission de l'URD que présidait un autre député lorrain, Louis Marin. Il s'appuie alors sur l'Entente démocratique de Toul qui regroupe l'URD, le PDP et l'Alliance démocratique, ainsi que quelques radicaux proches de Henri Franklin Bouillon. Siégeant à la Commission des lois, puis à celle de l’armée, il défend la liberté de la presse en 1936, argument pour une politique de défense nationale adaptée aux conditions d’une guerre moderne. En janvier 1937, il dénonce les risques que la France encourt à se contenter d’une stratégie d’attente, sous la fausse sécurité du béton.

### Seconde Guerre mondiale
En septembre 1939, ayant rapporté la loi sur la mobilisation des parlementaires, il est mobilisé à sa demande. Il est capitaine au 402e régiment d'artillerie. Son unité est installée en avant de la ligne Maginot et il peut vérifier sur le terrain l’exactitude de sa prémonition de parlementaire. Il est cité à l’ordre de sa division pour la Croix de Guerre 1939-1945. Le 10 juillet, il est à Bordeaux où il vote les pleins pouvoirs à Philippe Pétain. En septembre 1940, il est nommé préfet de l'Aisne. En mai 1942, il prend rang de préfet de région à Rennes.

#### La Résistance
Quand Jean Quenette arrive en Bretagne, de nombreux réseaux sont implantés dans la région. Il intègre le réseau Johnny-Ker, où il est agent P1 (fonction régulière dans le réseau, tout en gardant une activité officielle). Ces actions lui vaudront après la guerre un certificat de résistance.
Il fait également partie ensuite des réseaux Andromède et Rafale, dépendants du BCRA de Londres et visant à transmettre par radio des renseignements militaires urgents. 
Alors qu’il a la possibilité de rejoindre le gouvernement d’Alger en novembre 1942, après l’envahissement de la zone occupée par les Allemands, il reste finalement à son poste à la demande de la Résistance. 
En août 1943, il devient préfet régional à Dijon. Plusieurs incidents l’y opposent aux autorités allemandes. Il étouffe l’affaire Marsac (fonctionnaire de police de Dijon au sujet de l’arrestation d’un réfractaire)[réf. nécessaire]. Les premières semaines d’activité de Jean Quenette sont marquées par l’arrestation, par la Gestapo, de son directeur de cabinet, Marcel Diebolt. Celui-ci fait partie depuis 1940 du cercle sur lequel s’appuie le préfet régional pour mener ses politiques successives dans l’Aisne, en Bretagne puis à Dijon. Successivement, d'autres proches ont été arrêtés : Houist et Morvan, ses délégués à la jeunesse en Bretagne, Lallement, inspecteur du travail à Rennes, Pierre Marage, préfet du Morbihan, Le Muan, doyen de la Faculté de Droit de Rennes.  
Le 11 novembre 1943, le général allemand commandant le secteur de Dijon le convie à un concert donné dans le cadre des relations culturelles franco-allemandes. Dès qu’il a connaissance de la date, Jean Quenette indique aux autorités allemandes qu’il ne lui est pas possible de répondre à l’invitation. Il répond face à l’officier allemand : « Le 11 novembre est désormais un jour de deuil, et le choix de cette date constitue pour les Français une provocation morale ». 
Quelques jours plus tard, le 27 novembre 1943, sept cheminots de Dijon sont arrêtés et condamnés à mort par les autorités allemandes, pour parachutages d’armes. Jean Quenette reçoit une délégation de leurs camarades. Prenant des risques importants, il incite les cheminots à déclencher un mouvement de grève. Le 30 novembre, l’arrêt de travail est annoncé par les cheminots de Perrigny-les-Dijon, en réaction de protestation contre le sort réservé aux sept malheureux. Jean Quenette utilise sa force de conviction pour obtenir une grâce collective auprès des Allemands. 
Quand la Milice intensifie sa répression, se substituant peu à peu à l’autorité préfectorale, il demande sa mise en disponibilité, ne voulant en aucun cas cautionner cette dérive et ne voulant pas avoir comme il l’affirme « un dignitaire ennemi comme chef ». Suspect depuis plusieurs mois aux yeux de l’État et des Allemands, Jean Quenette est mis en disponibilité le 30 décembre. Le décret entérinant la révocation de Jean Quenette est officiel le 24 janvier 1944 avec publication au Journal Officiel le lendemain. Traqué par la Gestapo, il lui fausse compagnie en sortant de sa préfecture par une porte dérobée. Les mois suivants, il vit dans la clandestinité, sous un nom d’emprunt, recherché pour ses faits de résistance.

### Après-guerre
À la Libération, les comités ne relèveront aucun grief sur son attitude durant le conflit. Sa nomination préfectorale est annulée le 2 juin 1945, car il n’était pas préfet de carrière ; il est également déclaré inéligible comme tous les parlementaires qui avaient voté les pleins pouvoirs à Pétain le 10 juillet 1940, mais il refuse de demander à en être relevé devant le jury d'honneur que préside René Cassin.
D’octobre 1944 à juillet 1948, il redevient avocat à la Cour de Paris. Pendant deux ans, il est directeur général de la Fédération nationale des syndicats d'exploitants agricoles. À partir de 1951, il préside – pendant 17 ans – le service des relations extérieures de la filiale française de Shell.
Redevenu avocat, il est commis d'office pour assurer la défense d’un double parricide, André Vegnaduzzi, soutenant que Vegnaduzzi a agi sous l'emprise de la colère. Vegnaduzzi est condamné à mort, les circonstances atténuantes avancées par la défense ayant été rejetées. Son pourvoi ayant été rejeté, Jean Quenette, à la fin du mois d’août 1969, plaide le recours en grâce auprès du président de la République Georges Pompidou qui commue, le 20 septembre 1969, la peine en réclusion criminelle à perpétuité.
Jean Quenette meurt le 25 octobre 1971 à Nancy.

## Distinctions
- Ordre de la Francisque
- Chevalier de la Légion d'honneur (11 janvier 1958)
- Croix de guerre 1939-1945 (2 étoiles d’argent) (30 juin 1940 et 30 avril 1957)
- Chevalier de l'ordre du Mérite agricole
- Croix du combattant volontaire (22 août 1957)
- Croix du combattant volontaire de la Résistance (9 octobre 1956)
- Chevalier de l’Économie nationale